# Robin: Kezdőknek (Így jártam anyátokkal)
A Robin: Kezdőknek az Így jártam anyátokkal című televízió-sorozat ötödik évadának harmadik epizódja. Eredetileg 2009. október 5-én vetítették, míg Magyarországon egy évvel később, 2010. október 4-én.
Ebben az epizódban Robin azt hiszi, hogy Barney megcsalja őt, miközben valójában csak leckéket vesz róla Tedtől. Eközben Marshall megpróbál megszabadulni egy régi hordótól, és bosszantja, hogy senkinek sem kell. 

## Cselekmény
Ted véletlenül meghallja, ahogy Robin Barneyról panaszkodik Lilynek. Lily szerint a nehézségek oka az lehet, hogy Barney még nem igazán volt tartós kapcsolatban, de ha szerinte a dolgok nem változnak meg, akkor lehet, hogy szakítaniuk kellene. Mikor Ted ezt elmondja Barneynak, elhatározza, hogy próbál ideális férfi lenni. Robinnak egy idő után gyanús lesz a viselkedésében bekövetkezett változás, és amikor leleplezi Barneyt, hogy nincs késő estig a munkahelyén, pedig neki azt mondta, akkor úgy véli, hogy megcsalja őt. Elhatározza, hogy utánajár a dolognak, és Lily segítségével feltörik Barney aktatáskáját. Legnagyobb meglepetésükre egy jegyzetfüzet van benne, abban pedig információk Robinról. Marshall elszólja magát, hogy Barney egy ideje leckéket vesz Tedtől, és az anyag nem más, mint Robin.
Marshallnak is megvan a maga problémája: rendezkedés közben megtalálja a régóta őrizgetett hordóját, Mabelt, amely régebben az éjjeliszekrény szerepét töltötte be, mígnem kiderült, hogy Lily "allergiás" a hordó anyagára, így kikerült a szobából. Úgy döntött, hogy kiteszi a ház előtti "Bermuda-háromszögbe": bármit is tettek ki eddig ide, perceken belül elvitte valaki. Ezúttal azonban úgy tűnik, hogy a hordó senkinek nem kell.
Robin és Lily a jegyzetfüzetet olvasgatják, és megdöbbentő dolgokat olvasnak benne: többek között Robin szuper erogén zónáiról és arról, hogyan kell őt leszerelni egy vita esetén. Bár Ted nehezen boldogul Barneyval, akinek a figyelme könnyen elterelődik, mégis segít neki, hiszen egy évig randiztak. Még azt is elmondja, hogy onnan lehet tudni, hogy valakit szeret, hogy mosolyog, miközben lehülyézi. Továbbá azt, hogy Robin figyelme könnyen elvonható a Vancouver Canucks 2004-es bajnoki győzelmével, a fegyverek tisztításával, illetve a császárpingvinekkel kapcsolatos témákkal. És még azt is elmondja Ted, hogy Robin számára semmilyen siker nem jelent sokat, csak akkor, ha egyszer az apja azt mondaná, hogy büszke rá.
Robinék rajtaütnek az éppen órát tartó Tedéken, és dühösen vágja a fejükhöz, hogy beleavatkoznak a magánéletébe, és hogy azt hitte, Barney megcsalja őt. Azt is mondja, hogy szerinte ez az óra is megcsalás, ezért elviharzik. Később a bárban Ted megmagyarázza a helyzetet. Neki megbocsát Robin, mert olyan sok dologra emlékezett még mindig, Ted pedig elmondja neki, mennyire keményen dolgozott Barney, hogy megtartsa őt. Később Barney is bocsánatot kér, Robin pedig lehülyézi, és mosolyog: megbocsát neki is. A jegyzetfüzet mindazonáltal eltűnik, mert egy pillanatra bekerül a Bermuda-háromszögbe – de a hordó ottmarad.
A záró jelenetben láthatjuk, hogy Ted összekeverte egy épület fényképét Robin egy kínos fotójával, és véletlenül ezt mutatja be az osztályának.

## Kontinuitás
- Lily ismét tanúbizonyságát adja biszexuális hajlamainak.
- Robin figyelmét el lehet terelni a fegyverekkel kapcsolatos témával, hiszen nagyon kedveli azokat, mint a "Hol is tartottunk?" , "A költözés", és a "Kisfiúk" című részekben látható volt.
- Robin dühös nézése a "Ted Mosby, az építész" című részben is látható volt, amikor Tedet akarta rajtakapni azon, hogy megcsalja őt.
- Robin, mint az "Először New Yorkban" című részben is látható volt, nem tudja egyszerűen kimondani azt, hogy "szeretlek".

## Jövőbeli visszautalások
- A "Mosolyt!" című részben Marshall a pingvineket bénáknak hívja, felbőszítve Robint.
- Jövőbeli Ted ismét eufemizál, amikor a felmutatott középső ujjat nem nevezi a nevén.
- Hogy a Vancouver Canucks a kedvenc hokicsapata Robinnak, "A tökéletes hét" című részben is szerepel.
- A Bermuda-háromszög újra felbukkan a "Valami régi" című részben.

## Érdekességek
- Az osztálytermi jelenetek a "Holt költők társasága", a "Karate kölyök", és a "Nulladik óra" című filmek paródiái.
- Ted az epizód elején a "tál" szót ismételgeti, hogy bizonyítsa a szemantikus szaturáció jelenségét.

## Vendégszereplők
- Christine Tonnu - Sandy
- Heather Nichols - Mandy
- Sophie Simpson - főiskolás lány
- Olga Fonda - Candy
- Kazu Nagahama - Shin-Ya